# Смілівська сільська рада (Більмацький район)
| Смілівська сільська рада — колишній орган місцевого самоврядування у Більмацькому районі Запорізької області з адміністративним центром у с. Сміле. Водоймища на території, підпорядкованій даній раді: р. Янчул. Сільській раді підпорядковані населені пункти: - с. Сміле - с. Самійлівка - с. Світле - с. Червоноселівка |

## Склад ради
Рада складається з 14 депутатів та голови.

### Керівний склад ради
| ПІБ                          | Основні відомості                                                                  | Дата обрання | Дата звільнення |
| ---------------------------- | ---------------------------------------------------------------------------------- | ------------ | --------------- |
| Мороховський Олег Васильович | Сільський голова, 1973 року народження, освіта, член Соціалістичної партії України | 26.03.2006   | 31.10.2010      |
| Мороховський Олег Васильович | Сільський голова, 1973 року народження, освіта вища, безпартійний                  | 31.10.2010   |                 |

Примітка: таблиця складена за даними джерела